# Rund um den Traunsee
Der Bergmarathon rund um den Traunsee ist ein Bergmarathon mit rund 68 km (Ultramarathon) und 4500 Höhenmetern in Gmunden, der seit 1989 im Sommer ausgetragen wird.
Der Bergmarathon wurde von Johann Willi Buchinger, erfunden, ins Leben gerufen und organisiert. Die Laufstrecke mit insgesamt 4500 zu bewältigenden Höhenmetern führt von Gmunden rund um den Traunsee über sieben Gipfel. Zum Programm gehören auch zwei Halbmarathons von Gmunden nach Ebensee bzw. von Ebensee nach Gmunden. Aus Sicherheitsgründen ist die Anzahl der Teilnehmer auf 250 für die volle Strecke und jeweils 100 für die Halbmarathonstrecken limitiert.

## Geschichte
Vom inzwischen verstorbenen Willi Buchinger, einem Pinsdorfer Ausdauersportler und Expeditionsbergsteiger, stammte die Idee, die Besteigung aller Berggipfel rund um den Traunsee im Rahmen eines 24-Stunden-Ultralaufs zu bewältigen. Am 3. Juni 1989 wurde der Start aufgrund schlechten Wetters abgebrochen. Bei damals 42 Teilnehmern wurde der Marathon verschoben und der erste offizielle Start fand am 10. Juni statt.
Auf den Traunstein ging es damals noch vorzugsweise über den Hernlersteig, einige Teilnehmer wagten sich sogar über die nicht markierten Routen über das Hochkamp bzw. den Zierlersteig. Auch der Feuerkogel stand im Premierenjahr noch nicht am Programm, es ging stattdessen über den Großen Sonnstein. Exakt die Hälfte der Starter erreichte nicht das Ziel. Die Spitzenzeit von Wolfgang Kölblinger aus Traunkirchen und Alois Leithner aus Weyregg von 8 Stunden und 55 Minuten entsprach nur etwa der Hälfte der von den Organisatoren erwarteten Zeit.
In den folgenden Jahren nahm sowohl die Anzahl der Teilnehmern und der Bewerber zu: 1999 stand erstmals ein Halbmarathon von Gmunden nach Ebensee auf dem Programm, 2001 dann auch auf der Teilstrecke Ebensee – Gmunden. Abgesagt werden musste der Bewerb (auf Grund heftiger Regenfälle) bisher bei der 4. Auflage 1992. Dennoch nahmen 32 Teilnehmer die Route inoffiziell in Angriff. Beim 16. Bergmarathon 2004 erfolgte dann eine weitere Änderung im Streckenverlauf. Der Start-Ziel-Bereich wurde ins Zentrum von Gmunden auf den Rathausplatz verlegt, was zu einer Steigerung der Publikumsteilnahme führte. Im selben Jahr gingen 330 Teilnehmer an den Start, von denen 284 auch das Ziel erreichten.
- Am 20. Bergmarathon am 5. Juli 2008 wurde der bis heute gültige Teilnehmerrekord von 424 Läufern aufgestellt. Da es sich um keinen offiziellen Wettbewerb handelte, gab es keine offiziellen Siegerzeiten. 2008 gab es auch die Premiere des „Kinder-Bergmarathons“, eines Nachwuchslaufes für den Nachwuchs von 2 bis 15 Jahren mit altersgerechten Strecken zwischen 500 und 2200 Metern.
- Beim 21. Bergmarathon am 4. Juli 2009 wurde bei einer Benefiz-Wanderung für die Kinder-Krebshilfe gesammelt.
- Große Hitze (32 °C) kennzeichnete den 22. Bergmarathon am 3. Juli 2010. Nina Heidinger aus Gmunden verbessert den Rekord bei den Damen auf 9 Stunden und 50 Minuten. Der Kinderbewerb verzeichnete mit 51 Teilnehmern einen Rekord. Die Benefiz-Wanderung fand zu Gunsten der Schädel-Hirn-Trauma-Lobby statt.
- 2016 wurde ein Marathonteilnehmer vermisst und konnte nach einer groß angelegten Suchaktion nur mehr tot unterhalb des Gmunderberges in unwegsamen Gelände am nächsten Tag aufgefunden werden.

## Strecke
Der Traunsee wird beim Bergmarathon im Uhrzeigersinn umlaufen. Vom Start am Rathausplatz in Gmunden (428 m) läuft man zunächst über die Traunbrücke an das Ostufer, um dann über den Ortnersteig auf den ersten Berg, den Grünberg (984 m), zu kommen. Weiter geht es über Wanderwege und Forststraßen hinunter, bis fast wieder das Ufer des Traunsees auf 423 m erreicht wird. Über den Naturfreundesteiges führt der Weg hinauf zum Naturfreundehaus auf dem Traunstein (1576 m) und anschließend über den Mair-Alm-Steig wieder abwärts zum Kaisertisch (770 m).
Die nächsten 7 km auf Forststraßen nach Karbach sind relativ flach. Auf der ersten Hälfte sind nur etwas mehr als 100 Höhenmeter im Aufstieg zurückzulegen, dann geht es wieder hinunter auf Seehöhe. Entlang des Traunsee-Ostufers geht es von dort weiter bis zum Daxnersteig, der auf die Spitzlsteinalm (1070 m) führt. Über einen Wanderweg steigt man in die Ortschaft Rindbach und weiter zur Kontrollstelle Ebensee am Rathausplatz hinab, wo man zum dritten Mal das Seeniveau erreicht. Hier endet nach drei Gipfeln, 32 km und 2650 Höhenmetern der Halbmarathon Gmunden – Ebensee.
Für die Teilnehmer am ganzen Marathon und die des Halbmarathons Ebensee → Gmunden führt die Strecke nun über den Kalvarienberg auf einem Wanderweg zum Naturfreundehaus Feuerkogel (1530 m). Vom Plateau des Feuerkogels steigt man nordwärts ab zur Kontrollstelle Kreh (647 m) und gleich wieder hinauf auf den nächsten Berg, zur Hochsteinalm (920 m). Wieder geht es ins Tal zu einer Kontrollstelle, dieses Mal in Mühlbach (580 m). Es folgt ein 3 km langer flacherer Teil auf asphaltierten Straßen, bevor der Marathon auf den vorletzten und niedrigsten Gipfel am Grasberg (746 m) führt. Dann läuft man bergab bis auf 630 m und nach ca. 60 km nimmt man den siebenten und letzten Anstieg zum Naturfreundehaus auf dem Gmundnerberg (830 m) in Angriff. Die letzten siebeneinhalb Kilometer verlaufen dann bergab über Schotter- und Asphaltstraßen. Bei der Orther Kreuzung biegt man dann in die Esplanade ein und läuft den letzten Kilometer flach ins Ziel.

## Streckenrekorde

### Marathon Neu ab 2019
- Männer: 7:49, Doppler Christian, 2019
- Frauen: 9:24, Fellhofer Esther, 2019

### Halbmarathon Gmunden – Ebensee Neu ab 2019
- Männer: 4:00, Lukas Hufnagl, 2021
- Frauen: 5:01, Kerstin Tossmann, 2019

### Halbmarathon Ebensee – Gmunden Neu ab 2019
- Männer: 03:09, Dominik Böcksteiner, 2019
- Frauen: 04:18, Tanja Kaissl, 2019

### Alte Streckenführung bis 2018

#### Marathon
- Männer: 7:26, Benedikt Rabberger, 2008 mit eigener Streckenführung
- Frauen: 9:20, Nina Bauer (Heidinger), 2013

#### Halbmarathon Gmunden – Ebensee
- Männer: 3:52, Rene Steinpatzer, 2001
- Männer: 3:55, Benedikt Rabberger (neue Strecke, 2011)
- Frauen: 5:14, Maria Ortner, 2003

#### Halbmarathon Ebensee – Gmunden
- Männer: 2:48, Hubert Preiner, 2004
- Frauen: 3:26, Nina Heidinger, 2009